# Uông Khiếu Phong
Uông Khiếu Phong (sinh tháng 10 năm 1944) là chính khách nước Cộng hòa Nhân dân Trung Hoa. Ông từng giữ chức Bí thư Tỉnh ủy tỉnh Hải Nam, Chủ nhiệm Ủy ban Thường vụ Đại hội đại biểu nhân dân tỉnh Hải Nam và Tỉnh trưởng Chính phủ Nhân dân tỉnh Hải Nam.

## Tiểu sử
Uông Khiếu Phong sinh tháng 10 năm 1944, người huyện Từ Lợi, tỉnh Hồ Nam. Tháng 9 năm 1964 đến tháng 9 năm 1969, ông học chuyên ngành chế tạo cơ khí tại Đại học Mỏ và Công nghệ Trung Quốc. Ông có trình độ học vấn đại học, kỹ sư. Ông tham gia công tác từ tháng 9 năm 1969. Tháng 8 năm 1973, ông gia nhập Đảng Cộng sản Trung Quốc.
Tháng 6 năm 1983, ông được bổ nhiệm làm Phó Bí thư Địa ủy địa khu Thường Đức (nay là địa cấp thị Thường Đức). Tháng 3 năm 1986, ông được bổ nhiệm giữ chức Chủ nhiệm Ủy ban Kế hoạch tỉnh Hồ Nam. Tháng 4 năm 1990, ông kiêm nhiệm vị trí Phó Tỉnh trưởng tỉnh Hồ Nam. Tháng 12 năm 1990, ông thôi kiêm nhiệm chức vụ Chủ nhiệm Ủy ban Kế hoạch tỉnh Hồ Nam. Tháng 12 năm 1992, ông được bổ nhiệm làm Phó Bí thư Tỉnh ủy, Phó Tỉnh trưởng tỉnh Hồ Nam.
Tháng 1 năm 1993, ông được bổ nhiệm làm Phó Bí thư Tỉnh ủy Hải Nam. Tháng 2 năm 1993, ông kiêm nhiệm vị trí Phó Tỉnh trưởng Thường trực tỉnh Hải Nam. Tháng 2 năm 1998, ông được bổ nhiệm giữ chức Phó Bí thư Tỉnh ủy, quyền Tỉnh trưởng tỉnh Hải Nam. Tháng 4 năm 1998, ông trở thành Tỉnh trưởng tỉnh Hải Nam.
Tháng 4 năm 2003, ông được bổ nhiệm giữ chức Bí thư Tỉnh ủy, Tỉnh trưởng Chính phủ Nhân dân tỉnh Hải Nam. Tháng 10 năm 2003, ông thôi kiêm nhiệm vị trí Tỉnh trưởng Chính phủ Nhân dân tỉnh Hải Nam. Tháng 2 năm 2004, ông được bầu kiêm nhiệm chức vụ Chủ nhiệm Ủy ban Thường vụ Đại hội đại biểu nhân dân tỉnh Hải Nam. Ông giữ chức Bí thư Tỉnh ủy, Chủ nhiệm Ủy ban Thường vụ Đại hội đại biểu nhân dân tỉnh Hải Nam cho đến tháng 12 năm 2006, thay ông ở các vị trí này là Vệ Lưu Thành.
Tháng 3 năm 2008, ông được bổ nhiệm làm Phó Chủ nhiệm Ủy ban Dân số, Tài nguyên và Môi trường của Chính hiệp toàn quốc khóa XI nhiệm kỳ 2008-2013.
Ông là Ủy viên dự khuyết Ủy ban Trung ương Đảng Cộng sản Trung Quốc khóa XIV và Ủy viên Ban Ủy ban Trung ương Đảng Cộng sản Trung Quốc khóa XV, XVI. Ông cũng là đại biểu Quốc hội khóa IX (1998-2003) và khóa X (2003-2008).